# 마법소녀 매지컬 디스트로이어즈
《마법소녀 매지컬 디스트로이어즈》(일본어: 魔法少女マジカルデストロイヤーズ 마호쇼조 마지카루 데스토로이야즈[*])는 JUN INAGAWA가 원안을 쓴 일본의 오리지널 텔레비전 애니메이션이다. 애니메이션 제작은 바이브리 애니메이션 스튜디오가 담당한다. 2023년 4월부터 6월까지 마이니치 방송 등에서 방송되었다.

## 줄거리
2011년경 디스토피아적 근미래 일본에서 신비한 조직인 SSC는 일본 대부분이 오타쿠 문화의 파괴를 받아들이도록 세뇌시켰고, 그들의 SHOBON군은 모든 오타쿠와 그들의 귀중한 소유물을 강제 수용소로 모았다. SSC의 노력에 저항하는 것은 오타쿠 히어로로 알려진 청년이 이끄는 아니키, 블루, 핑크라는 이름의 마법소녀 3명이 이끄는 혁명군이다. 아키하바라의 유적을 위해 3년 동안 싸운 후 아니키는 공격에 나서고 동료 마법소녀들과 재결합하여 억압적인 정권으로부터 문화를 되찾기로 결정한다.

## 등장인물
오타쿠 히어로(オタクヒーロー)
성우 - 후루카와 마코토
SSC에 대항하여 혁명군을 이끄는 주인공.
아나키(アナーキー)
성우 - 파이루즈 아이
열혈 마법소녀. SSC를 물리치고 평범한 소녀가 되기를 원한다.
블루(ブルー)
성우 - 아이미
간사이 사투리를 가진 마법소녀. 거의 모든 것을 절단할 수 있는 이상한 모양의 낫을 가지고 있으며 서핑을 좋아한다.
핑크(ピンク)
성우 - 쿠로사와 토모요
방독면을 쓴 마법소녀. 귀여운 것을 좋아하고 장래의 꿈은 메이드 카페에서 일하는 것이다.
쿄타로(狂太郎)
성우 - 쿠스노키 토모리
SHOBON
성우 - 사이토 소마
SSC의 리더. 정체는 알 수 없으나 검은색 정장과 넥타이를 매고, 머리는 하얀색 TV로 가린 채 정면에는 귀여운 얼굴이 그려져 있다.
슬레이어(スレイヤー)
성우 - 세리자와 유
우산을 휘두르며 SHOBON 밑에서 일하는 고딕 로리타 스타일의 젊은 여성.

## 스태프
- 원작 - MAD 밀크팟 markets(MAD ミルクポット markets)[2]
- 원안 - JUN INAGAWA[2]
- 감독 - 히로시 이케하타(博史池畠)[2]
- 부감독 - 카와세 마사오(川瀬まさお)[2]
- 시리즈 구성·각본 - 타니무라 다이시로(谷村大四郎)[2]
- 캐릭터 디자인 - 사와 토모키(沢 友貴)[2]
- 서브 캐릭터 디자인·프롭 설정 - 스기무라 준코(杉村絢子)[2]
- 컨셉 아티스트 - 콘노 타이키(紺野大樹)[2]
- 미술 감독 - 사카가미 히로후미(坂上裕文)[2]
- 미술 설정 - 카토 히로시(加藤 浩), 아사미 유이치(浅見由一)[2]
- 색채 설계 - 우타가와 리츠코(歌川律子)[2]
- 촬영 감독 - 마츠무코 히사시(松向 寿)[2]
- 편집 - 타케미야 무츠미(武宮むつみ)[2]
- 음향 감독 - 모토야마 사토시(本山 哲)[2]
- 음향 효과 - 시라이시 유이카(白石唯果)[2]
- 녹음 - 이토 미츠하루(伊東光晴)[2]
- 음향 제작 - 비트그루브 프로모션[2]
- 음악 - 하시바 긴(羽柴 吟)[2]
- 음악 제작 - 킹레코드
- 애니메이션 프로듀서 - 타니구치 히데히사(谷口英久)
- 애니메이션 제작 - 바이브리 애니메이션 스튜디오[2]
- 제작 - Magical Destroyers Committee

## 주제가
MAGICAL DESTROYER
아이미에 의한 오프닝 테마. 작사는 JUN INAGAWA, JUBEE, 작곡·편곡은 TAKESHI UEDA.
Gospelion in a classic love
The 13th tailor에 의한 엔딩 테마. 작사는 하시바 긴, Aimie 작곡·편곡은 하시바 긴, 노래는 reina.

## 방영 목록
| 화수   | 제목                                                                        | 각본              | 그림 콘티         | 연출                             | 작화 감독 | 총작화 감독                                   | 방송일         |
| ------ | --------------------------------------------------------------------------- | ----------------- | ----------------- | -------------------------------- | --- | --------------------------------------------- | -------------- |
| 제1화  | アキバに革命の炎燃ゆ 아키바에 혁명의 불길 타오르다 RAGE AGAINST AKIHABARA   | 타니무라 다이시로 | 히로시 이케하타   | 신타니 켄토                      | 오오시마 에니시 | -                                             | 2023년 4월 8일 |
| 제2화  | 桃色脳ミソを裏返せ GOBO GOBO! 핑크빛 뇌세포를 뒤집어라 BOGLE BOGLE!         | 타니무라 다이시로 | 츠치야 료스케     | 야마모토 타카노리                | 미츠다 하지메 야마스에 유키 미야자와 아카네 무라마츠 히사오                                                                                                  | -                                             | 4월 15일       |
| 제3화  | エキゾーストノートを聞いて逝け 배기음을 들으며 떠나라 PESSIMISTIC OVERDRIVE | 사토 유타카       | 게소 이쿠오       | 하루노 우메코 신타니 켄토        | 미야자와 아카네 Bellamy Luna Brooks Cyrus Rebello Dominique Santos Resuello Fujirou Henry Kuan Jarrett Martin Macarena Durante RedKanchi RVEN Shelia Loewito | -                                             | 4월 22일       |
| 제4화  | 魔法少女だらけの水泳大会 마법소녀로 가득한 수영 대회 R U READY?             | 타케우치 토시미츠 | 히로시 이케하타   | 이카봄버                         | 노나카 마사유키 나카가와 요우 와카야마 마사시 오가와 코지 | -                                             | 4월 29일       |
| 제5화  | 第二次中野事変 제2차 나카노 사변 CLIMBING TO THE HELL                       | 타니무라 다이시로 | 에구치 다이스케   | 에구치 다이스케                  | 미츠다 하지메 리 샤오레이 이토 카즈키 코바야시 아케미 스가노 토모유키 카와구치 히로아키 seed                                                                 | 노나카 마사유키                               | 5월 6일        |
| 제6화  | 革命前夜 혁명 전야 REVOLUTION EVE                                           | 타니무라 다이시로 | 에구치 다이스케   | 아오키 you이치로 에구치 다이스케 | 사카이 유카 미야자와 아카네 fes NAM HAI ART 토나리 애니메이션                                                                                                | 사와 토모키                                   | 5월 13일       |
| 제7화  | チーターどもへ捧げよ挽歌 치터들에게 바쳐라 장송곡 ULTIMATE GAME             | 사토 유타카       | 야마모토 타카노리 | 야마모토 타카노리                | 나카가와 요우 미야자와 아카네 아라이 큐마 Yuepants Shiinamon Fes_Art 토나리 애니메이션                                                                       | -                                             | 5월 20일       |
| 제8화  | わんく! 왕쿠! DANCING QUEENS                                                | 타케우치 토시미츠 | 타나카 히로노리   | 타나카 히로노리                  | - | -                                             | 5월 27일       |
| 제9화  | やべぇ兄妹が押し寄せる 위험한 남매가 밀어닥친다 LOVE IS NIGHTMARE           | 사토 유타카       | 이이노 신야       | 이이노 신야                      | 핫토리 사토시 리 샤오레이 | -                                             | 6월 3일        |
| 제10화 | 陥とせ議事堂 革命総進撃! 함락시켜라 의사당 혁명 총진격! SILENT BEFORE RAGE  | 타케우치 토시미츠 | 에구치 다이스케   | 미야타 마사노리 아오키 you이치로 | 마츠모토 카츠지 趙親雲 李品華 馬蘭 | 노나카 마사유키 오오시마 에니시               | 6월 10일       |
| 제11화 | MAGICAL DESTROYERS                                                          | 타니무라 다이시로 | 에구치 다이스케   | 에구치 다이스케                  | 노나카 마사유키 타카기 츠카사 니시야마 미카 미야자와 아카네 리 샤오레이                                                                                      | -                                             | 6월 17일       |
| 제12화 | 好きなものを好きなだけ 좋아하는 걸 좋아하는 만큼                            | 타니무라 다이시로 | 히로시 이케하타   | 이카봄버 하루노 우메코           | 사쿠라이 코노미 미나미 신이치로 杜伟峰 魏旭龍 陈亮 | 오오시마 에니시 스기무라 준코 미야자와 아카네 | 6월 24일       |

## 비디오 게임
애니메이션판과 세계관을 공유하는 스마트폰용 게임 앱 《마지데스 괴 마법소녀 매지컬 디스트로이어즈》가 2023년 4월 7일부터 서비스를 개시했다. 개발·운영은 아소비모. 장르는 MMO 액션 RPG.
2023년 8월 31일에 서비스 종료되었다.